# Pfarrkirche Kematen in Tirol

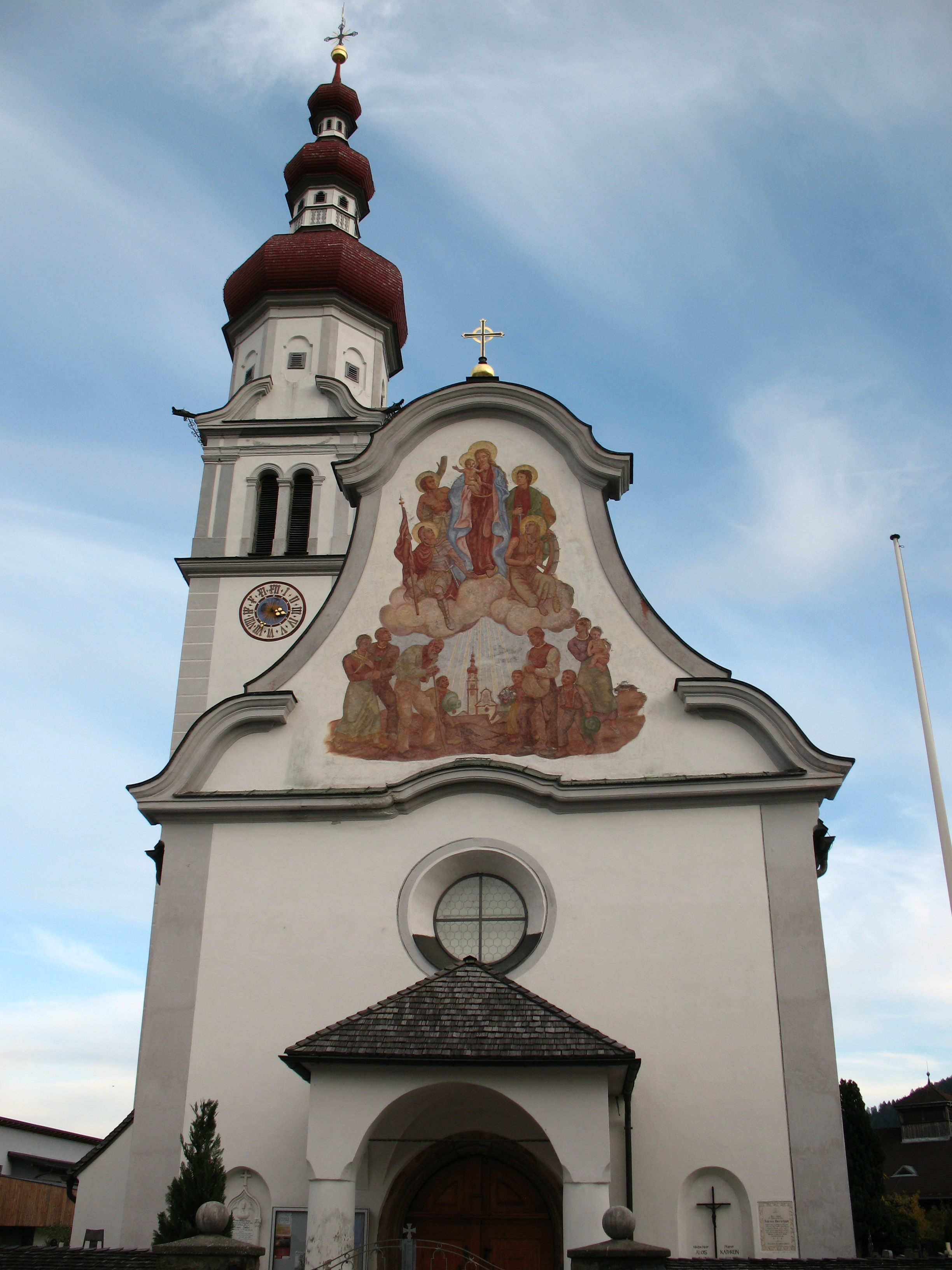
Katholische Pfarrkirche Hll. Viktor und Maria Magdalena in Kematen in Tirol

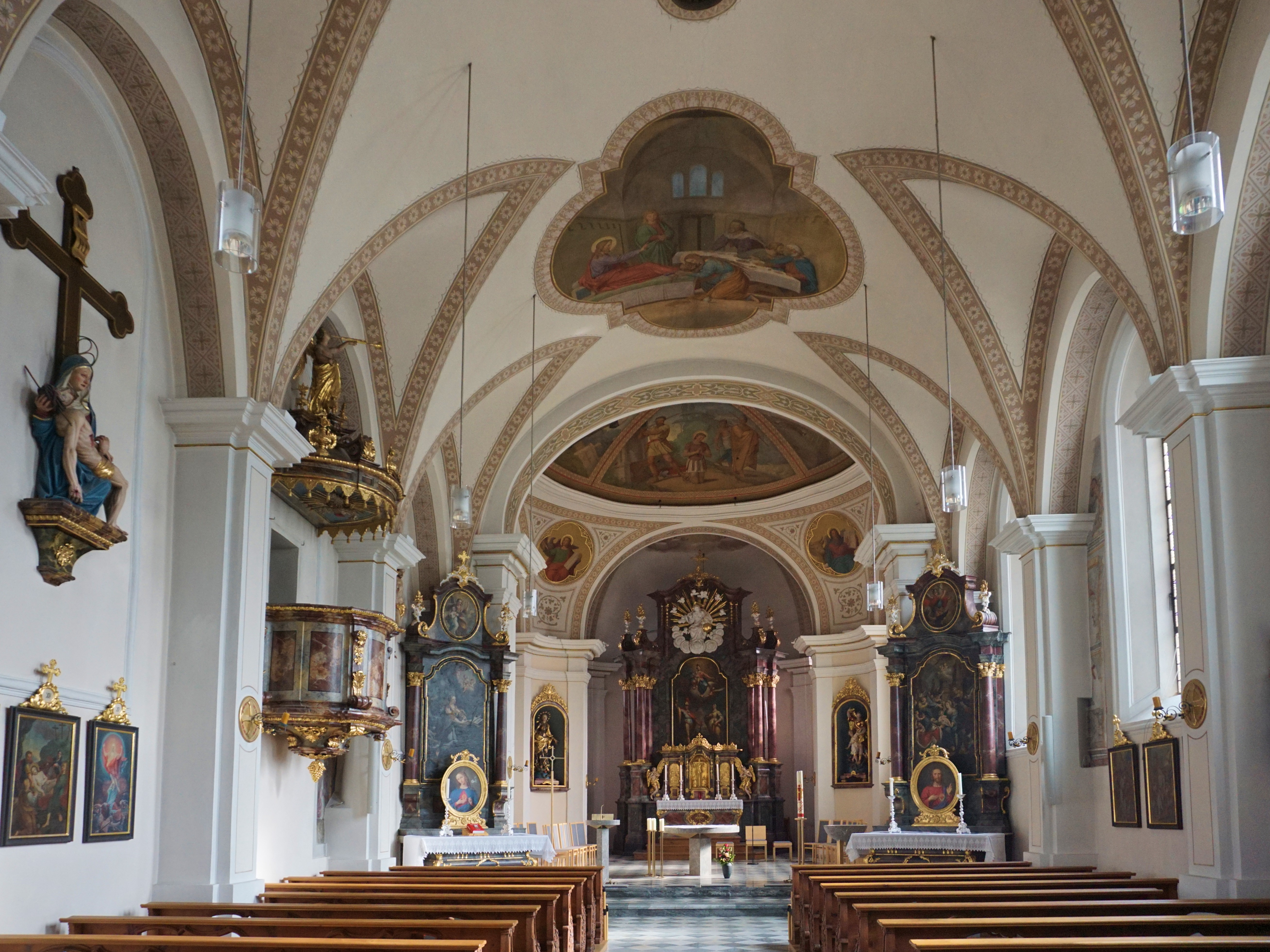
Innenraum der Kirche, Langhaus, Blick zum Chor

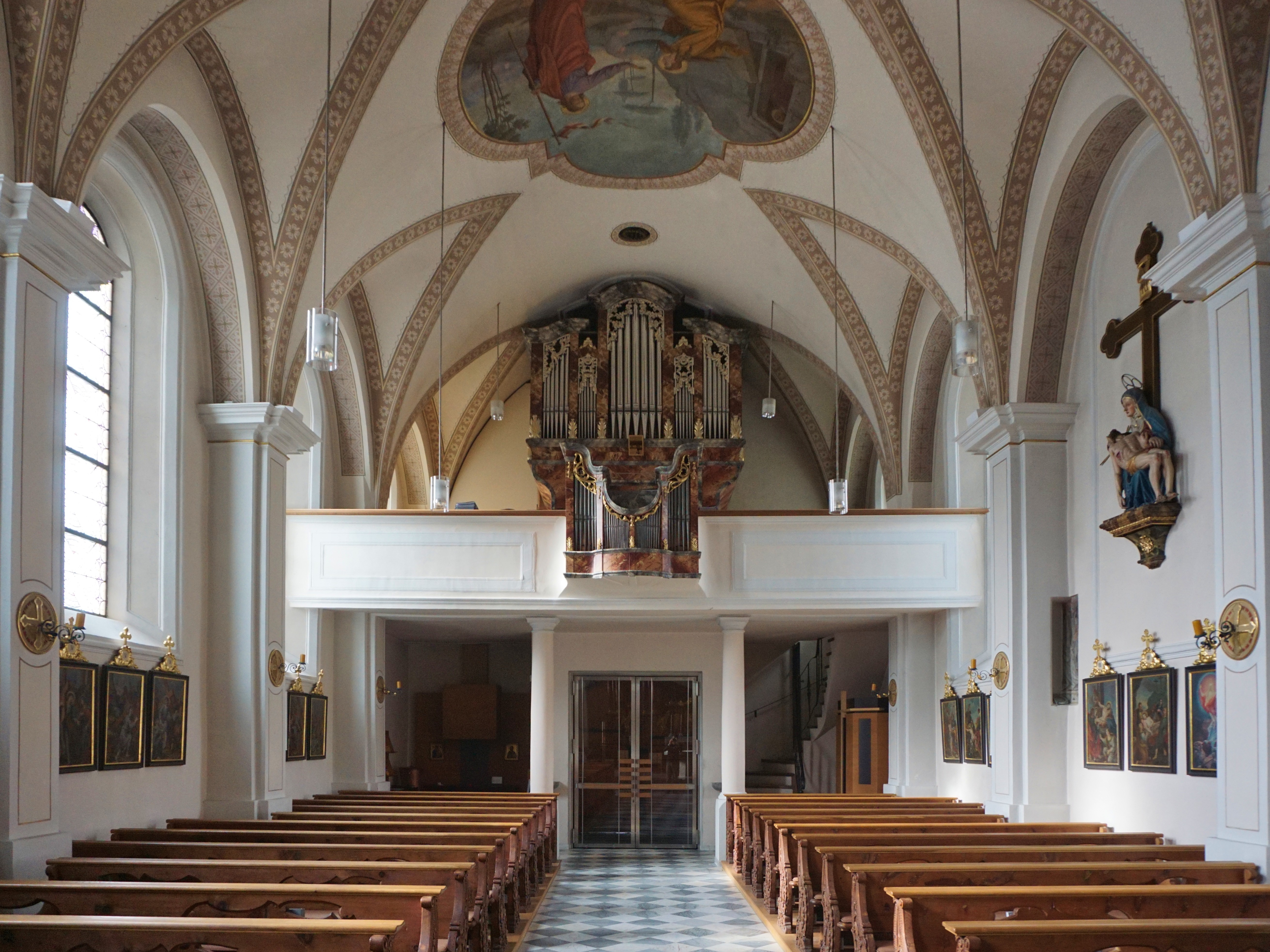
Innenraum der Kirche, Langhaus, Blick zur Empore

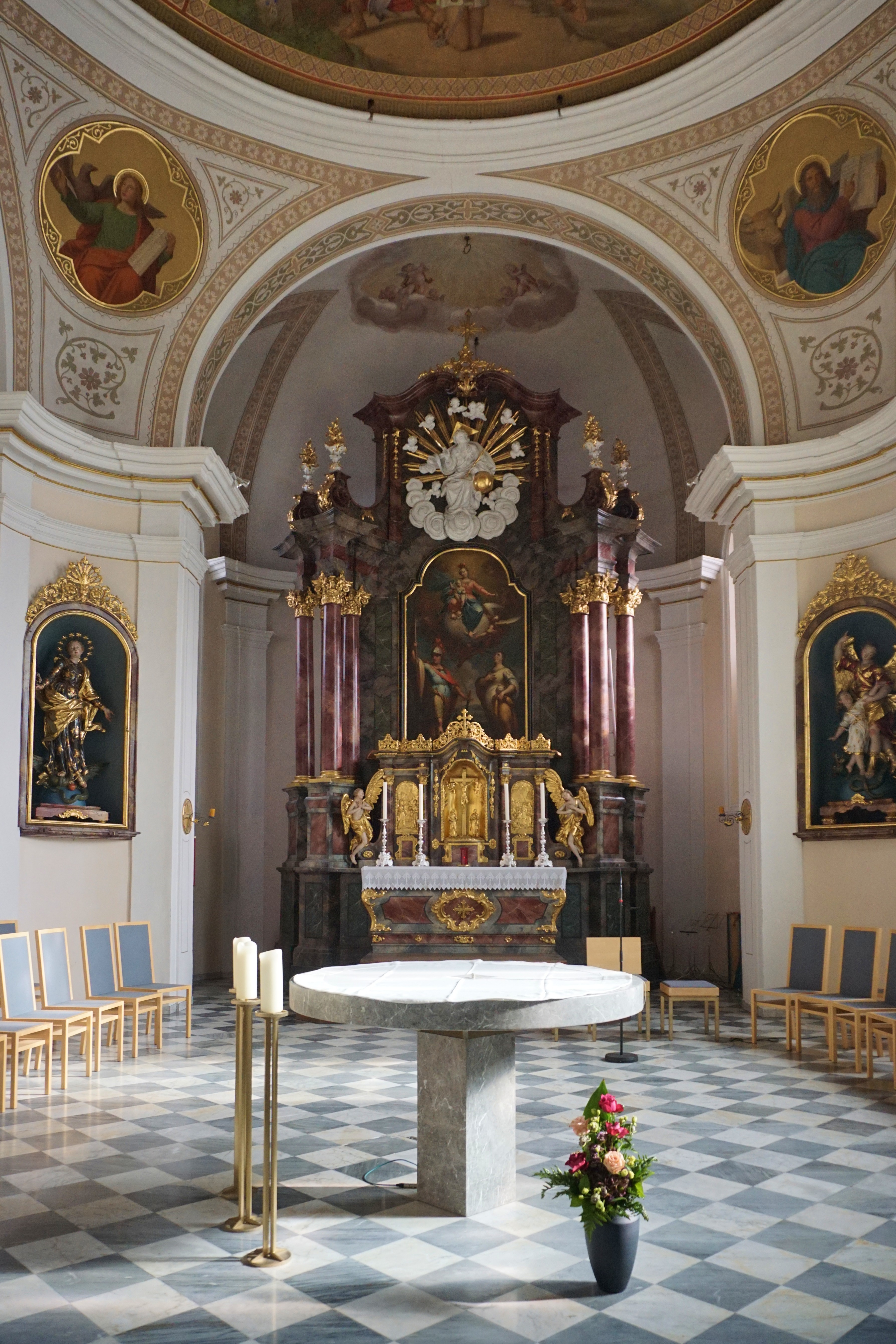
Altar

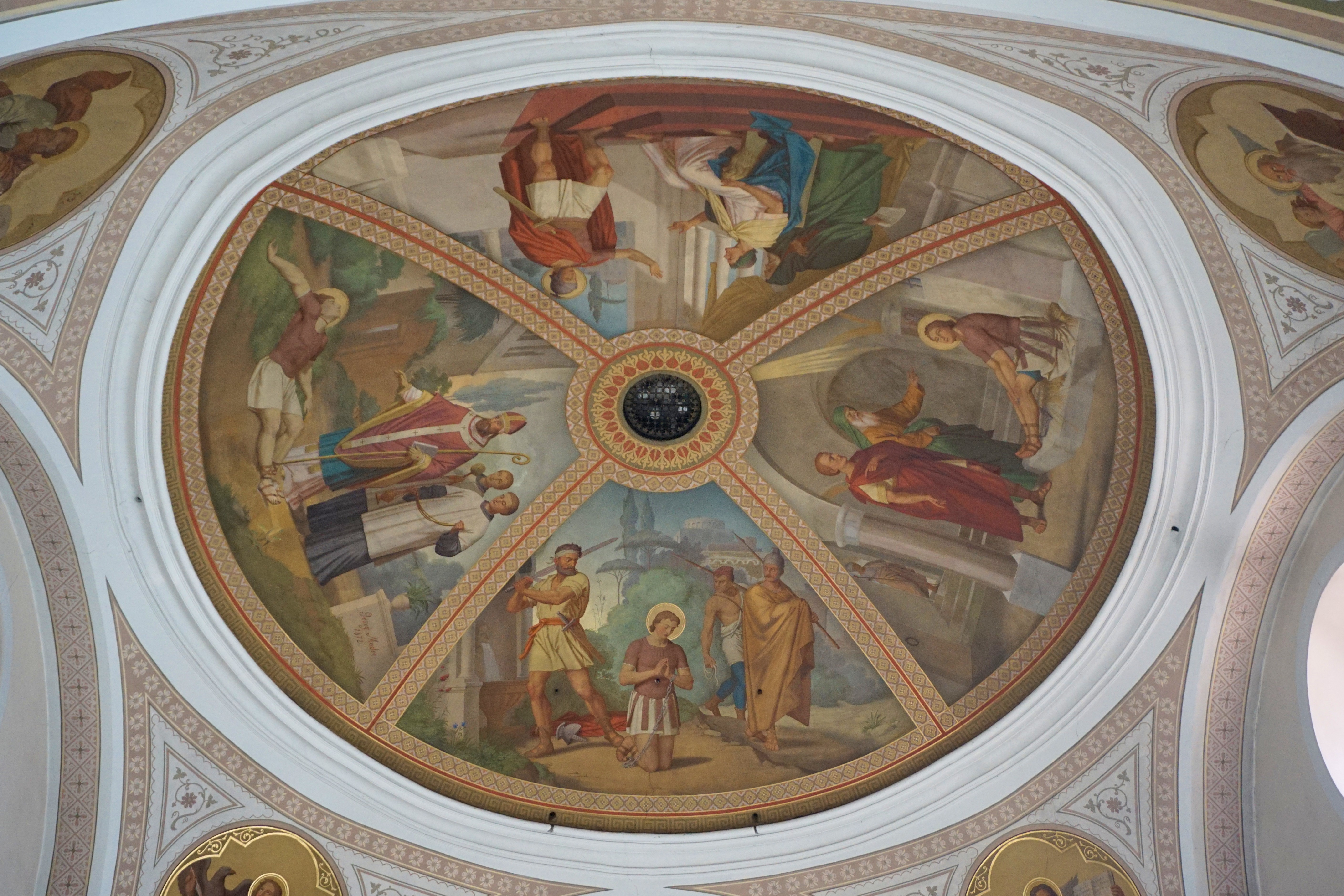
Deckenfresko

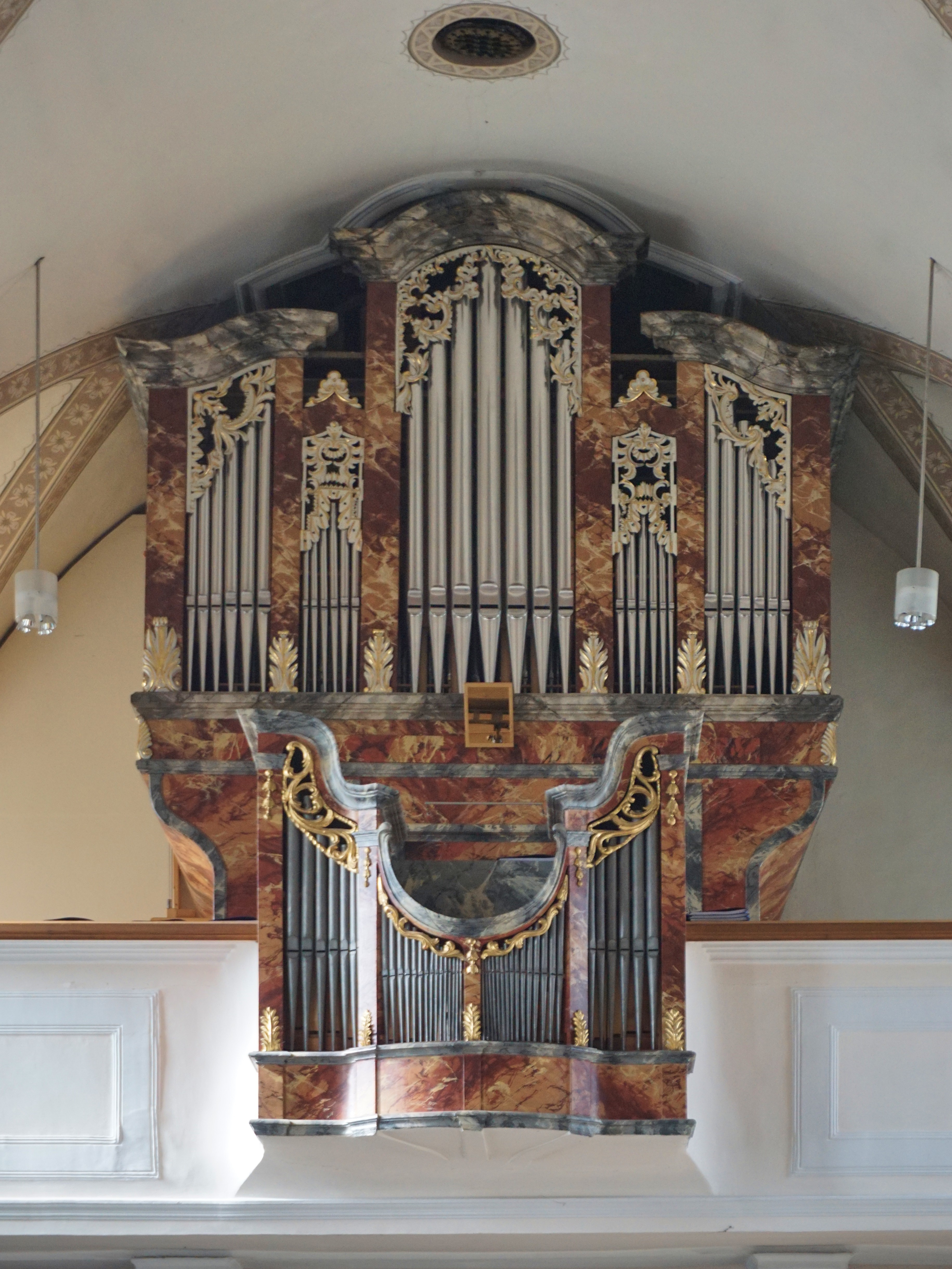
Orgel

Die  Pfarrkirche Kematen steht in der Dorfmitte in der Gemeinde Kematen in Tirol im Bezirk Innsbruck-Land im Bundesland Tirol. Die dem Patrozinium der Heiligen Viktor und Maria Magdalena unterstellte römisch-katholische Pfarrkirche gehört zum Dekanat Axams in der Diözese Innsbruck. Die Kirche und der Friedhof stehen unter Denkmalschutz (Listeneintrag).

## Geschichte
Urkundlich wurde 1381 eine Kirche genannt, 1391 als Filiale der Pfarrkirche Axams. Der ursprünglich quadratische Kirchenbau aus dem 13. und 14. Jahrhundert wurde gotisch um ein weiteres Joch erweitert. 1686/1687 wurde das Langhaus nach den Plänen des Baumeisters Johann Martin Gumpp des Älteren mit dem Maurermeister Georg Spänn erneut um zwei Joche verlängert. 1736 erfolgte ein Umbau und eine Barockisierung nach den Plänen des Baumeisters Johann Michael Umhauser. 1748 erfolgte ein Neubau der Sakristei nach den Plänen des Matthias Umhauser. 1752/1753 wurde der gotische Spitzhelm des Turmes durch eine barocke dreifache Zwiebelhaube ersetzt. 1836 wurde die Sakristei aufgestockt. 1870/1872 wurde das Kircheninnere im Stil der Nazarener umgestaltet. 1930/1931 wurde die Kirche innen, 1935/1937 und 1976 außen restauriert.

## Architektur
Der im Kern mittelalterliche Kirchenbau wurde mehrfach vergrößert und ist vorwiegend barock durch die Umbauten der Brüder Umhauser gestaltet. Die Kirche wird von einer Friedhofsmauer umgeben.
An das Langhaus schließt ein leicht querschiffartig erweiterter und stark erhöhter Chor mit einem eingezogenen flachrunden Schluss an. Die Fenster sind barock ausgerundet und an der Chorsüdseite barock gruppiert, mit Kreisfenstern über zwei Rundbogenfenstern. Nordseitig steht am Chor die Sakristei, dann der Turm und folgend am Langhaus eine Totenkapelle. Die bemerkenswerte dreifach ausklingende Turmbekrönung lehnt sich an die für das Oberinntal typische Form aus zwei Zwiebeln übereinander an, das Glockengeschoß hat gekoppelte rundbogige Schallfenster mit gekoppelten Eckpilastern und gesprengte Giebel als Überleitung zum Oktogon, die Wasserspeier schuf Joseph Marmichl 1753. Die Westfront zeigt einen geschweiften Blendgiebel aus 1937, der Giebel zeigt ein Fresko Madonna zwischen Heiligen über einer Darstellung der Kematner Pfarrkirche, geschaffen von Carl Rieder 1937. Die Vorhalle schützt ein übertragenes gotisches über dem Sockel zweifach gekehltes Spitzbogenportal. Die Fassadenmalerei aus 1753 wurde 1935/1937 von Toni Kirchmayr wiederhergestellt und ergänzt. Die Langhaussüdseite zeigt eine Sonnenuhr vom Geograph Peter Anich 1753.
Das Kircheninnere zeigt ein fünfjochiges Langhaus unter einer Stichkappentonne auf einfach geschichteten Pilastern mit kräftig vorspringenden gebälkartigen Kapitellen. Die Westempore über zwei Joche steht auf zwei Säulen. Der Triumphbogen ist rundbogig. Der quadratische Chor hat eine Flachkuppel auf ausgerundeten pilasterbesetzten Wandpfeilern mit zweifach verkröpftem Gesims.
Im Langhaus gibt es eine gotische Wandmalerei aus der ersten Hälfte des 15. Jahrhunderts, durch den barocken Umbau weitgehend zerstört wurden die Reste 1931 freigelegt, sie zeigen im Chor Szenen aus dem Leben Christi, zum Teil in drei unregelmäßigen Reihen übereinander. Die nazarenischen Deckenfresken schuf Georg Mader 1871/1872, in der Flachkuppel in vier Kreisausschnitten Szenen aus dem Leben des hl. Viktor, in den Gewölbeanläufen die Vier Evangelisten, im Langhaus Fußwaschung der hl. Maria Magdalena und Noli me tangere. Reste des frühen Rokoko-Stuckes, welcher großteils 1870 abgeschlagen wurde, sowie ein barockes Deckenfresko Verklärung des hl. Aloysius sind hinter der Orgel verdeckt erhalten.
Die Glasmalereien zeigen fünf Grauteppichfenster an der Südseite nach Entwürfen von Georg Mader, ausgeführt von der Tiroler Glasmalereianstalt um 1872.

## Ausstattung
Der barocke Hochaltar vermutlich von Johannes Kainz 1765 wurde aus der 1774 abgetragenen alten Götzner Kirche hierher übertragen und 1872 umgebaut. Er erhielt 1931 einen neuen Aufsatz mit Gottvater vom Bildhauer Anton Beiler. Der Hochaltar mit je vier übereck gestellten Säulen zeigt mittig das Altarblatt Madonna mit Viktor und Maria Magdalena von Anton Kirchebner 1761.
Die Orgel aus dem dritten Viertel des 18. Jahrhunderts hat ein fünffeldriges Hauptprospekt, der geschweifte Abschluss des Rückpositivs rahmt das gemalte Brustbild hl. Maria Magdalena auf dem Hauptkasten ein. Das Werk von Franz I Reinisch aus 1831 wurde später mehrfach verändert.

## Grabdenkmäler
- Kurat Bernhard Gasliter 1708 über dem aus Nagelfluh gehauenen Opferstock am Triumphbogen rechts.
- Seelsorger Johann Ferdinand Miller 1743 an der Langhausnordwand.
- Kurat Thomas Siller 1833 an der Langhaus an der Langhaussüdwand.
- Volksschriftsteller Pfarrer Josef Praxmarer 1883 jetzt an der Friedhofskapelle.